# العلاقات الرواندية الفرنسية
العلاقات الرواندية الفرنسية هي العلاقات الثنائية التي تجمع بين رواندا وفرنسا.

## مقارنة بين البلدين
هذه مقارنة عامة ومرجعية للدولتين:
| وجه المقارنة                                              | رواندا                                        | فرنسا                                                    |
| --------------------------------------------------------- | --------------------------------------------- | -------------------------------------------------------- |
| المساحة (كم2)                                             | 26.34 ألف                                     | 643.80 ألف                                               |
| عدد السكان (نسمة)                                         | 12.21 مليون                                   | 67.12 مليون                                              |
| الكثافة السكانية (ن./كم²)                                 | 463.55                                        | 104.26                                                   |
| العاصمة                                                   | كيغالي                                        | باريس                                                    |
| اللغة الرسمية                                             | اللغة الكينيارواندا، لغة إنجليزية، لغة فرنسية | لغة فرنسية                                               |
| العملة                                                    | فرنك رواندي                                   | يورو، فرنك س ف ب، فرنك فرنسي، Livre tournois ‏            |
| الناتج المحلي الإجمالي (بليون دولار)                      | 9.14 مليار                                    | 2.58 تريليون                                             |
| الناتج المحلي الإجمالي (تعادل القوة الشرائية) بليون دولار | 20.46 مليار                                   | 2.87 تريليون                                             |
| الناتج المحلي الإجمالي الاسمي للفرد دولار أمريكي          | 697                                           | 36.20 ألف                                                |
| الناتج المحلي الإجمالي للفرد دولار أمريكي                 | 1.66 ألف                                      | 39.33 ألف                                                |
| مؤشر التنمية البشرية                                      | 0.483                                         | 0.888                                                    |
| رمز المكالمات الدولي                                      | +250                                          | +33                                                      |
| رمز الإنترنت                                              | .rw                                           | .fr، .bzh ‏، .tf، .re، .wf، .yt، .pm، .paris              |
| المنطقة الزمنية                                           | ت ع م+02:00                                   | أوروبا/باريس ‏، توقيت وسط أوروبا، توقيت وسط أوروبا الصيفي |

## مدن متوأمة
في ما يلي قائمة باتفاقيات التوأمة بين مدن رواندية وفرنسية:
- ترتبط هويي [الإنجليزية]‏ مع كاستر باتفاقية توأمة.

## منظمات دولية مشتركة
يشترك البلدان في عضوية مجموعة من المنظمات الدولية، منها:
| علم المنظمة | اسم المنظمة                               | تاريخ انضمام رواندا | تاريخ انضمام فرنسا |
| ----------- | ----------------------------------------- | ------------------- | ------------------ |
|             | مؤسسة التنمية الدولية                     | 30 سبتمبر 1963      | 30 ديسمبر 1960     |
|             | يونسكو                                    | 7 نوفمبر 1962       | 4 نوفمبر 1946      |
|             | وكالة ضمان الاستثمار متعدد الأطراف        | 27 سبتمبر 2002      | 28 ديسمبر 1989     |
|             | الأمم المتحدة                             | 18 سبتمبر 1962      | 24 أكتوبر 1945     |
|             | الاتحاد البريدي العالمي                   | ?                   | ?                  |
|             | البنك الدولي للإنشاء والتعمير             | 30 سبتمبر 1963      | 27 ديسمبر 1945     |
|             | مجلس الأمن التابع للأمم المتحدة           | 2013                | 24 أكتوبر 1945     |
|             | الاتحاد الدولي للاتصالات                  | 12 ديسمبر 1962      | 1866               |
|             | منظمة حظر الأسلحة الكيميائية              | ?                   | ?                  |
|             | مؤسسة التمويل الدولية                     | 6 نوفمبر 1975       | 20 يوليو 1956      |
|             | المركز الدولي لتسوية المنازعات الاستشارية | 14 نوفمبر 1979      | 20 سبتمبر 1967     |
|             | منظمة التجارة العالمية                    | ?                   | 1995               |
|             | منظمة الشرطة الجنائية الدولية             | ?                   | ?                  |
|             | البنك الإفريقي للتنمية                    | ?                   | ?                  |

## أعلام
هذه قائمة لبعض الشخصيات التي تربطها علاقات بالبلدين:
- ألدو كالولو (لاعب كرة قدم فرنسي، 21 يناير 1996[21] – )
- سونيا رولان (ممثلة فرنسية، 11 فبراير 1981 – )
- فرانك نتيليكينا (لاعب كرة سلة فرنسي، 28 يوليو 1998 – )
- كيفين مونيه-باكيه (لاعب كرة قدم فرنسي، 19 أغسطس 1988[22] – )

## وصلات خارجية
- موقع وزارة الخارجية الرواندية
- موقع وزارة الخارجية الفرنسية